# ポール・ガシェ
- ポール・ガッシェ

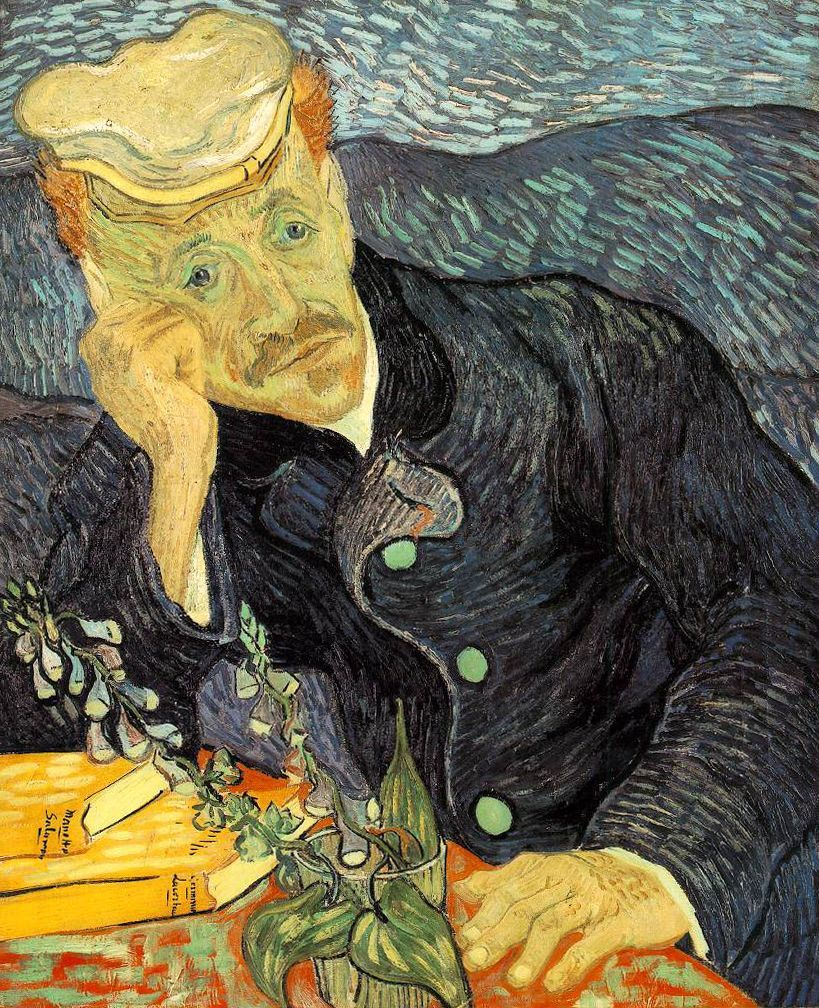
ファン・ゴッホ「医師ガシェの肖像」（1890年6月、個人蔵）

ポール＝フェルディナン・ガシェ（Paul-Ferdinand Gachet、1828年7月30日 - 1909年1月9日）は、フランスの医師。美術愛好家、アマチュアの画家でもあり、フィンセント・ファン・ゴッホの晩年における主治医であったことで知られる。

## 生涯
1828年、フランス・リールで、裕福な家庭に生まれた。学校では優等生だったが、12歳の時にリールの城壁の上から堀に飛び降りて、足首を折る怪我をするなど、向こう見ずなところもあり、この怪我は一生残った。その1年後には出火した建物に突入して馬を助け出し、危うく火事に巻き込まれそうになったこともある。10代の時に芸術に惹かれるようになった。
1844年-1845年頃、父親がベルギーのメヘレンに転勤となり、一家はそこに移った。
1848年、パリ大学医学部に受講登録している。小児科を経てビセートル病院やサルペトリエール病院で働いた。また、コレラの大流行の際はボランティア医師団に加わっている。1858年、モンペリエ大学から博士論文「鬱の研究」で医学博士号を与えられた。同年秋、パリに戻ってモントロン通りに診療所を開き、「女性と子供の神経症の特別治療」を掲げて開業した。
1858年に、彼はエッチングで知られるシャルル・メリヨンに会いに行った。また、1861年にはギュスターヴ・クールベのアトリエを訪問し、フランスで盛り上がっている現代美術を目の当たりにした。1863年にはサロン・ド・パリの落選展が開催され、そこに出品されたエドゥアール・マネの作品は当時35歳の彼に感銘を与えた。
同じ1863年、フォブール・サン＝ドニ通りに診療所を移転した。ここでは、精神病の温浴療法のほか、ホメオパシーや電気療法などを行った。1868年、彼が40歳の時、商人の娘ブランシュ・エリザベス・カステ (Blanche Elisabeth Castets) と結婚した。1869年、長女マルグリットが誕生する。
1870年、普仏戦争が始まると、パリ近郊のヴィルモンブルにあった家の周辺も敵の砲火にさらされるようになったが、彼はパリに出て、プロイセン軍による包囲、パリ・コミューンの成立、そしてアドルフ・ティエールによる血の鎮圧を経験した。その間、国民防衛隊とともに前線医師として、またその後は法医として働いた。別の資料によれば、1870年にリールの父が死亡し、金利収入が入るようになってから、診療に不熱心になり、画家、詩人、音楽家との交際に傾斜するようになったともいう。
その後仕事に戻り、妻が結核にかかったことから、1872年4月9日、パリ近郊のオーヴェル＝シュル＝オワーズに家を買って移り住んだ。1873年、長男ポールが生まれる。1872年に隣町ポントワーズに引っ越したカミーユ・ピサロと交友を持ち、彼を通じてポール・セザンヌやアルマン・ギヨマンとも交友を持った。シャルル＝フランソワ・ドービニー、ジュール・デュプレなどの画家もガシェの家を訪れた。
妻ブランシュは、1875年、結核で亡くなった。
1890年5月から、7月まで、フィンセント・ファン・ゴッホがオーヴェルの地に滞在し、ガシェはその診察を担当した（#ゴッホとの交流）。
1909年1月9日、オーヴェルで亡くなった。彼の墓は、パリのペール・ラシェーズ墓地にある。

## ゴッホとの交流
フィンセント・ファン・ゴッホは、1890年5月、サン＝レミ＝ド＝プロヴァンスの精神病院から、カミーユ・ピサロと親しいガシェを頼ってオーヴェル＝シュル＝オワーズに転地した。ゴッホの弟テオは、ガシェ自身美術愛好家であることから、兄を任せるには適任だと考えていた。 
ゴッホは、5月20日、初めてガシェと会った時の印象を、テオに次のように書いている。
僕はガシェ医師に会った。かなり常軌を逸した人のような印象を与えたが、彼の医師としての経験が、きっと少なくとも僕と同じくらい重い神経の病と戦いながらもバランスを保たせているのだろう。
また、6月には、妹ヴィルに次のように書き送っている。
僕はガシェ医師を予め用意されていたような友人、新しい兄弟のように感じた――それほど僕たちはお互いに身体的にも精神的にも似ている。彼はとても神経質でとても風変わりで、新しい画家たちに力の及ぶ限りの友情と貢献を示してきた。

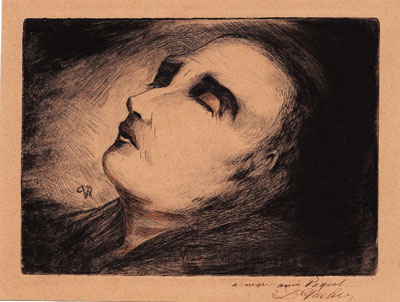
死の床のゴッホを描いたガシェのエッチング。

そして、ゴッホはしばしばガシェの家を訪れては、彼やその家族、彼の家の庭の絵を描いた。エッチングや油絵で書かれた「医師ガシェの肖像」はよく知られている。しかし、同年7月27日、ゴッホは自ら銃を撃ち、2日後に死亡した。ガシェは彼の死に立ち会った。
ゴッホの病状の悪化と引き続く自殺を食い止めることができなかったとして、ガシェは不適任だったという批判もあるが、短い診察期間ではガシェができたことは少なかっただろうと擁護する意見もある。

## その他の画家との交流
ガシェは、ゴッホのほか、ピサロ、ルノワール、マネ、セザンヌ、ノルベール・グヌットなど多くの画家と交友関係を持ったり、その診察に当たったりした。1909年に亡くなった時には、ヨーロッパでも最大級の印象派のコレクションを有するに至っていた。彼自身やその家族を描いた画家の作品も多い。

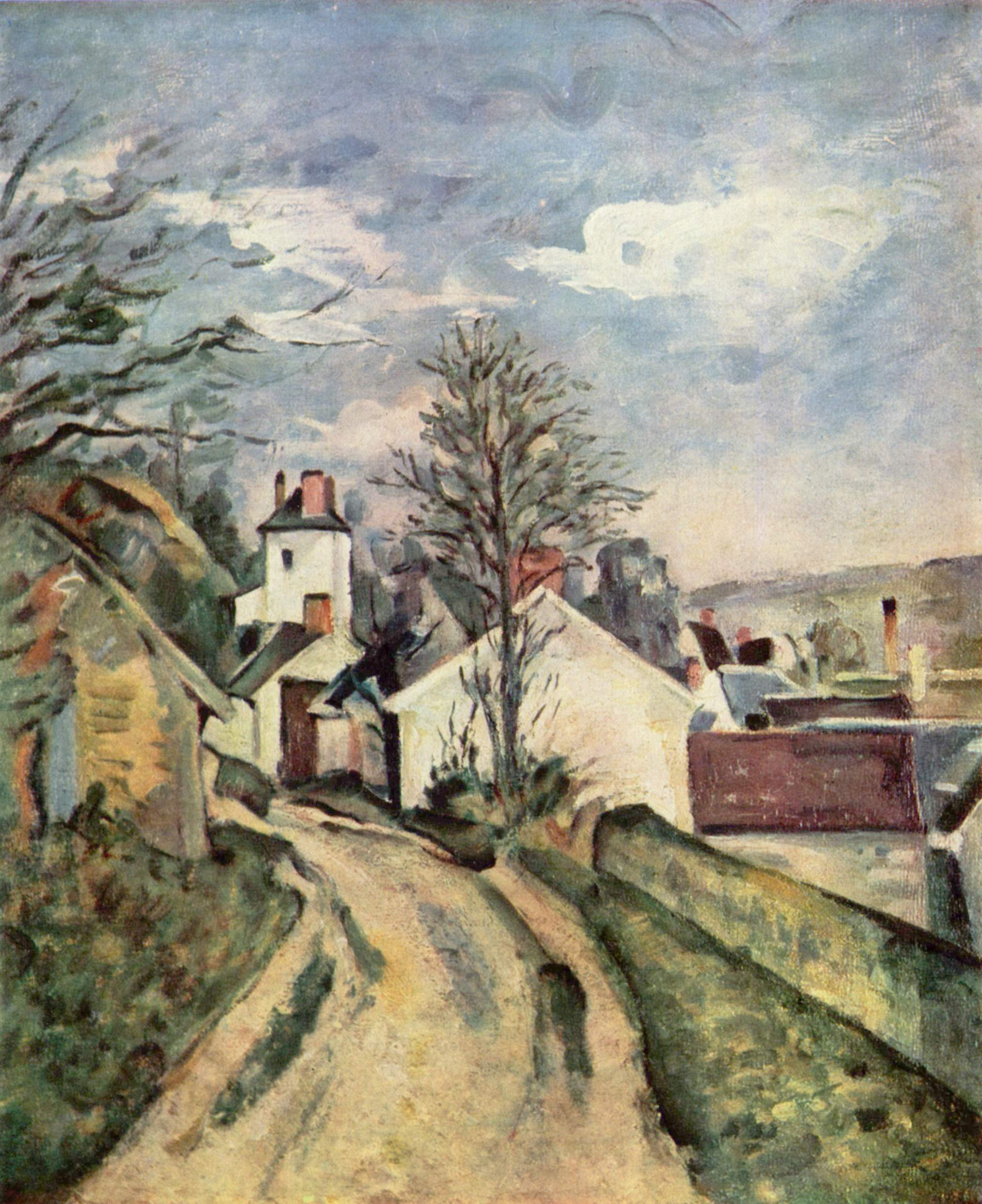
ポール・セザンヌ「ガシェ医師の家」1872年。油彩、キャンバス、46 × 38 cm。オルセー美術館。
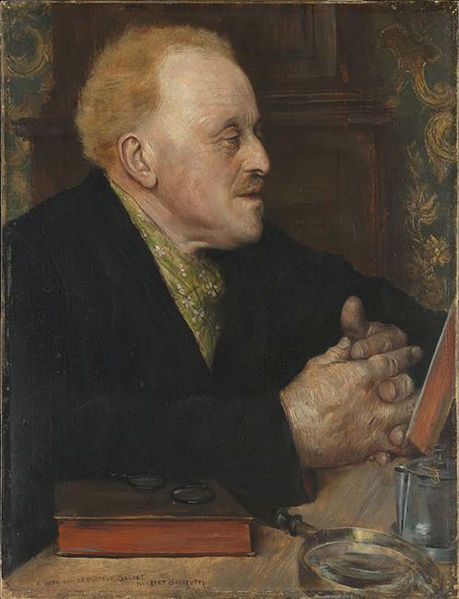
ノルベール・グヌット「ガシェ医師の肖像」1891年。油彩、パネル、35 × 27 cm。オルセー美術館。